# Kępno Pomorskie
Kępno Pomorskie – nieczynny przystanek stargardzkiej kolei wąskotorowej w Kępnie, w województwie zachodniopomorskim, w Polsce. Przystanek został zlikwidowany przed 1981 rokiem.